# John Sacret Young
Pour les articles homonymes, voir Young.
John Sacret Young (né le 24 mai 1946 et mort le 3 juin 2021 à Los Angeles), est un producteur, scénariste et réalisateur.

## Filmographie
Comme scénariste
- 1971 : Chandler
- 1978 : Special Olympics (TV)
- 1979 : Champions: A Love Story (TV)
- 1980 : Rumeurs de guerre (en) (A Rumor of War) (TV)
- 1981 : Fire on the Mountain, téléfilm de Donald Wrye
- 1983 : Le Dernier testament (Testament)
- 1988 : China Beach (TV)
- 1988 : Police Story: Monster Manor (TV)
- 1989 : Romero, le sang de l'archevêque (Romero)
- 1994 : Keys (TV)
- 1998 : Texarkana (TV)
- 1998 : Thanks of a Grateful Nation (TV)
- 1999 : Sirens (en) (TV)

Comme réalisateur
- 1977 : The Fitzpatricks (série télévisée)
- 1991 : Les Sœurs Reed ("Sisters") (série télévisée)
- 1994 : Keys (TV)
- 1995 : VR.5 ("VR.5") (série télévisée)
- 1997 : Orleans (série télévisée)
- 1999 : Sirens (en) (TV)
- 2000 : King of the World (TV)
- 2000 : Unité 9 (Level 9) (série télévisée)
- 2004 : Deceit (TV)

Comme producteur
- 1979 : Champions: A Love Story (TV)
- 1981 : Fire on the Mountain, téléfilm de Donald Wrye
- 1988 : China Beach ("China Beach") (série télévisée)
- 1988 : Police Story: Monster Manor (TV)
- 1989 : Romero, le sang de l'archevêque (Romero)
- 1990 : A Promise to Keep (TV)
- 1995 : VR.5 ("VR.5") (série télévisée)
- 1997 : Orleans (série télévisée)
- 1998 : Bronx County (TV)
- 1998 : Texarkana (TV)
- 1998 : Last Defense (TV)
- 1998 : Thanks of a Grateful Nation (TV)
- 1999 : Sirens (en) (TV)
- 2000 : King of the World (TV)
- 2000 : Unité 9 (Level 9) (série télévisée)
- 2004 : Deceit (TV)